# Zagyva
A Zagyva a Tisza középső szakaszának legjelentősebb jobb parti mellékfolyója, a Nyugat-Mátra és a Cserhát legjelentősebb vízgyűjtője. A leghosszabb Magyarország határain belül eredő és torkolló folyó. 
A Zagyva útját Salgótarján közelében, Zagyvaróna határában kezdi, majd négy megye 22 községét és kilenc városát érintve torkollik Jász-Nagykun-Szolnok vármegye székhelyénél a Tiszába. Legnagyobb mellékfolyója a Tarna, amin túl számos kisebb vízfolyás torkollik bele. Térségének meghatározó folyója, amely nagyobb a Balatont tápláló Zalánál.
Partjai mentén több tájvédelmi körzet és természetvédelmi terület található. Közel egy tucatnyi halfaj él a folyóban, ezért kedvelt horgászhely.

## Lefolyása
Az Északi-középhegység részét képező Karancs hegységben ered, Salgótarjántól keleti irányban, Zagyvaróna határában, a Medves-hegy déli lejtőjén illetve bányatáróiból, a tengerszint felett mintegy 500 méter magasságban.
A Cserhát és a Mátra hegységek között hosszan elnyúlóan, széles völgyben halad, közelítően déli irányban, megkerüli a Mátra tömbjét, érinti Pásztót, Lőrincit és Hatvan városán átfolyva eléri az Alföldön a Jászságot. Az Alföldön folyási sebessége lassul. Délkeleti irányba fordul, áthaladva Jászberényen és végül Szolnoknál torkollik a Tisza folyóba.
A Zagyva Magyarország egyik jelentősebb felszíni vízfolyása, a teljes egészében országhatárainkon belüli  folyók között a Sió után a legbővizűbb.

## Vízrajzi adatai
Hossza a forrásától a torkolatáig: 179 km. Vízgyűjtő területe: 5677 km².
Kisvízi hozama: 0,95 m³/s, középvize: 9,5 m³/s, nagyvize: 254 m³/s (Zagyvarékasnál). Közepes vízhozama a 2000-es évben Jászteleknél 9,6 m³/s volt, míg július és december közt 2 m³/s volt a folyó vízhozama.

### Mellékvizei

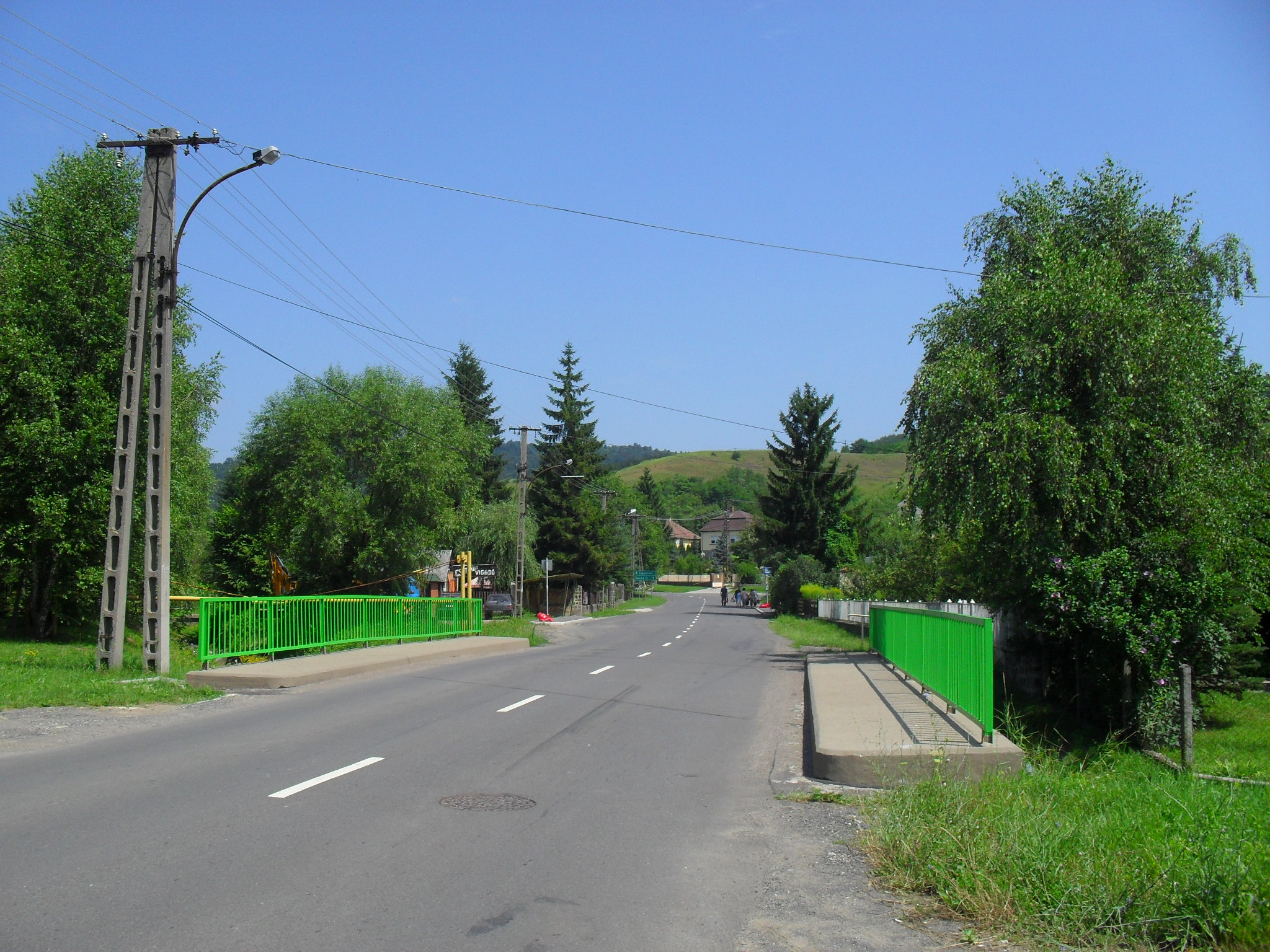
A folyó hídja Salgótarján Zagyvaróna városrészében

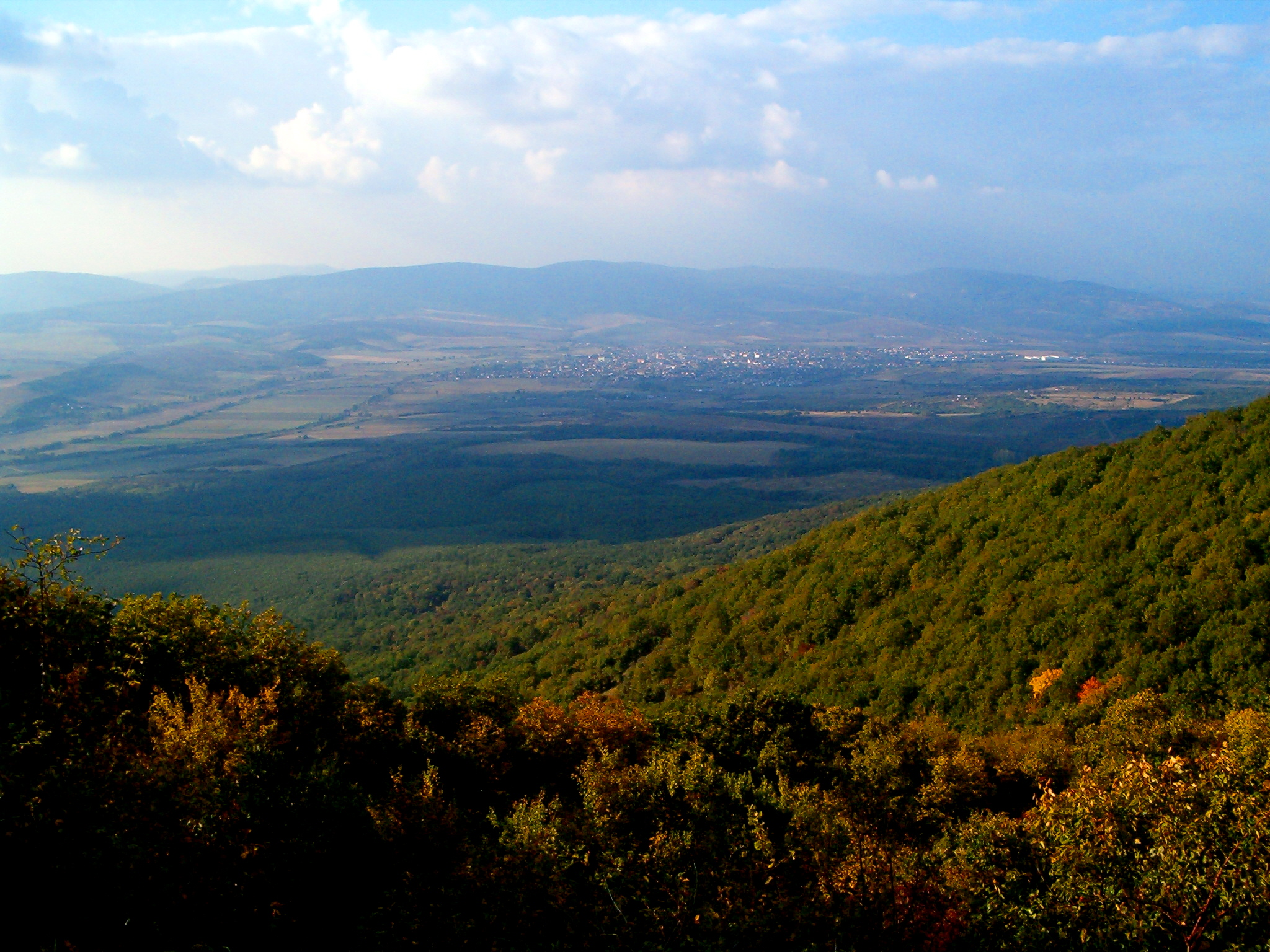
A Zagyva völgye Pásztónál

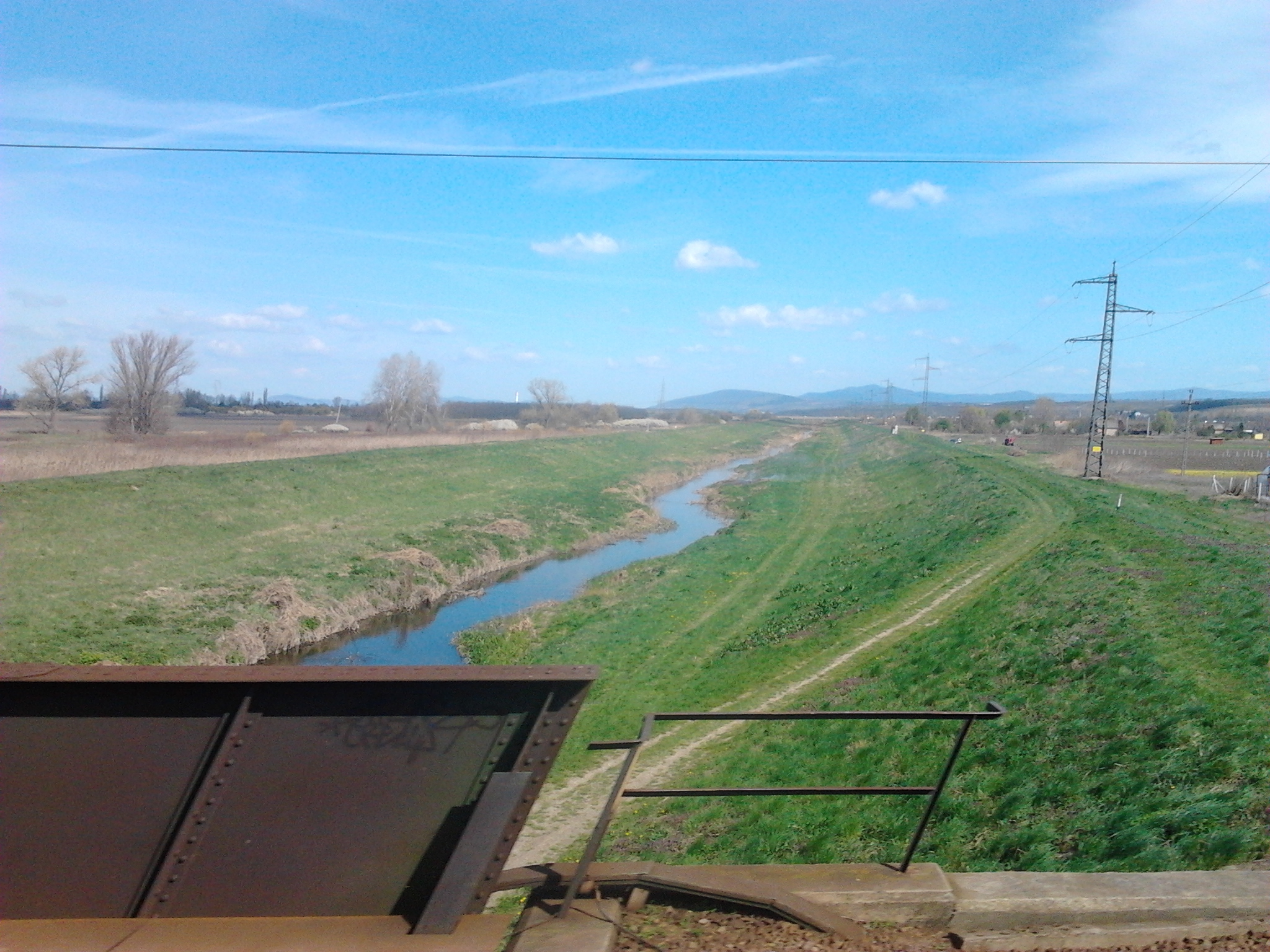
A Zagyva a hatvani vasúti hídról észak felé nézve

Mellékvize a Tarján-patak, a Kis-Zagyva, a Szuha-patak, a Bér-patak, a Galga és a Kövecses-patak. A Mátra irányából a Tarna, a Gyöngyös-patak torkollik a folyóba, valamint a Gödöllői-dombság területéről a Tápió.  Szabályozása során Besenyszögnél egy patkó-kanyar lefűzése során keletkezett az 5 km hosszú Holt-Zagyva.

### Vízgyűjtő rendszere

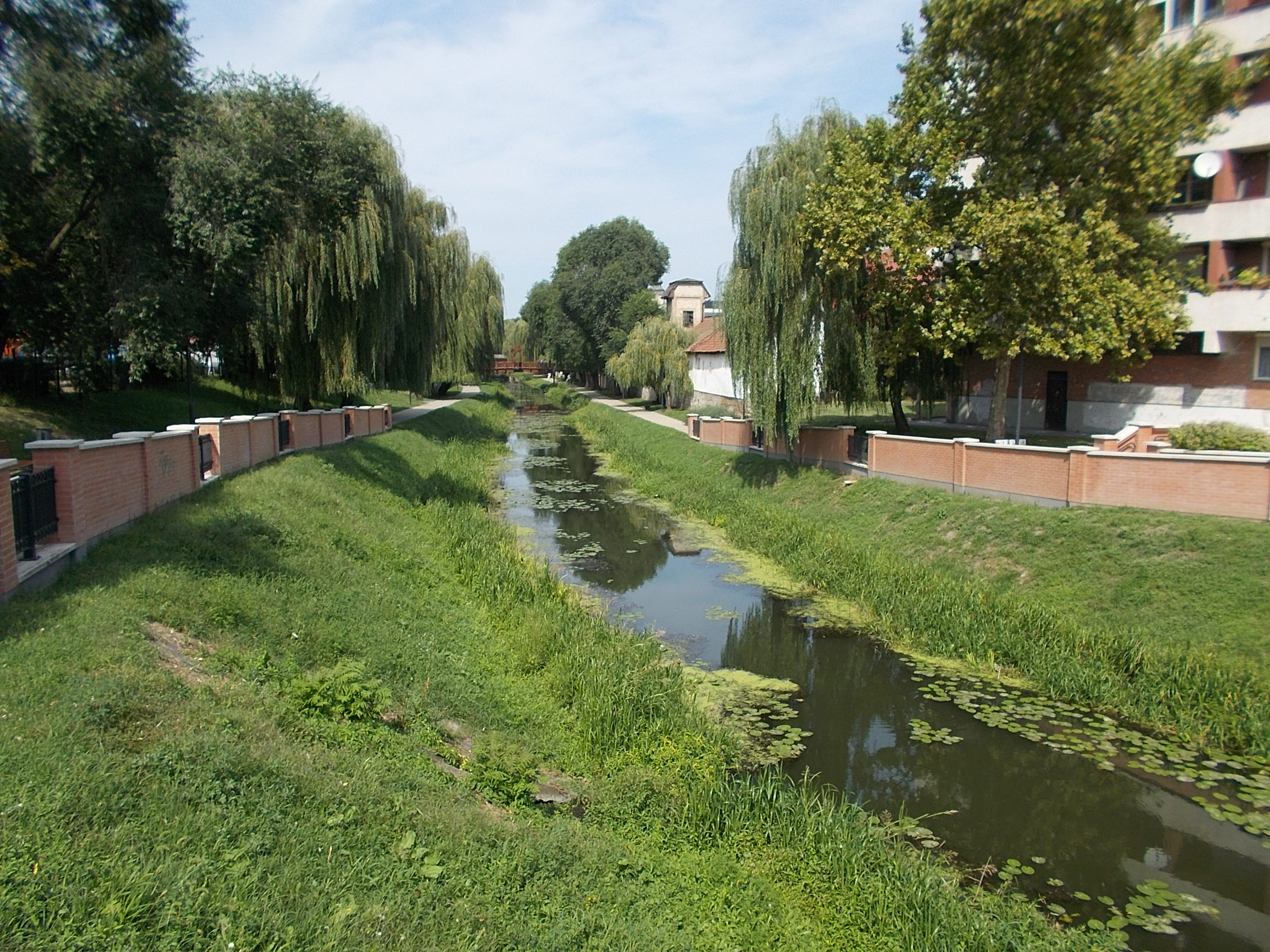
A Zagyva a jászberényi Szövetkezet utcai hídról nézve észak felé

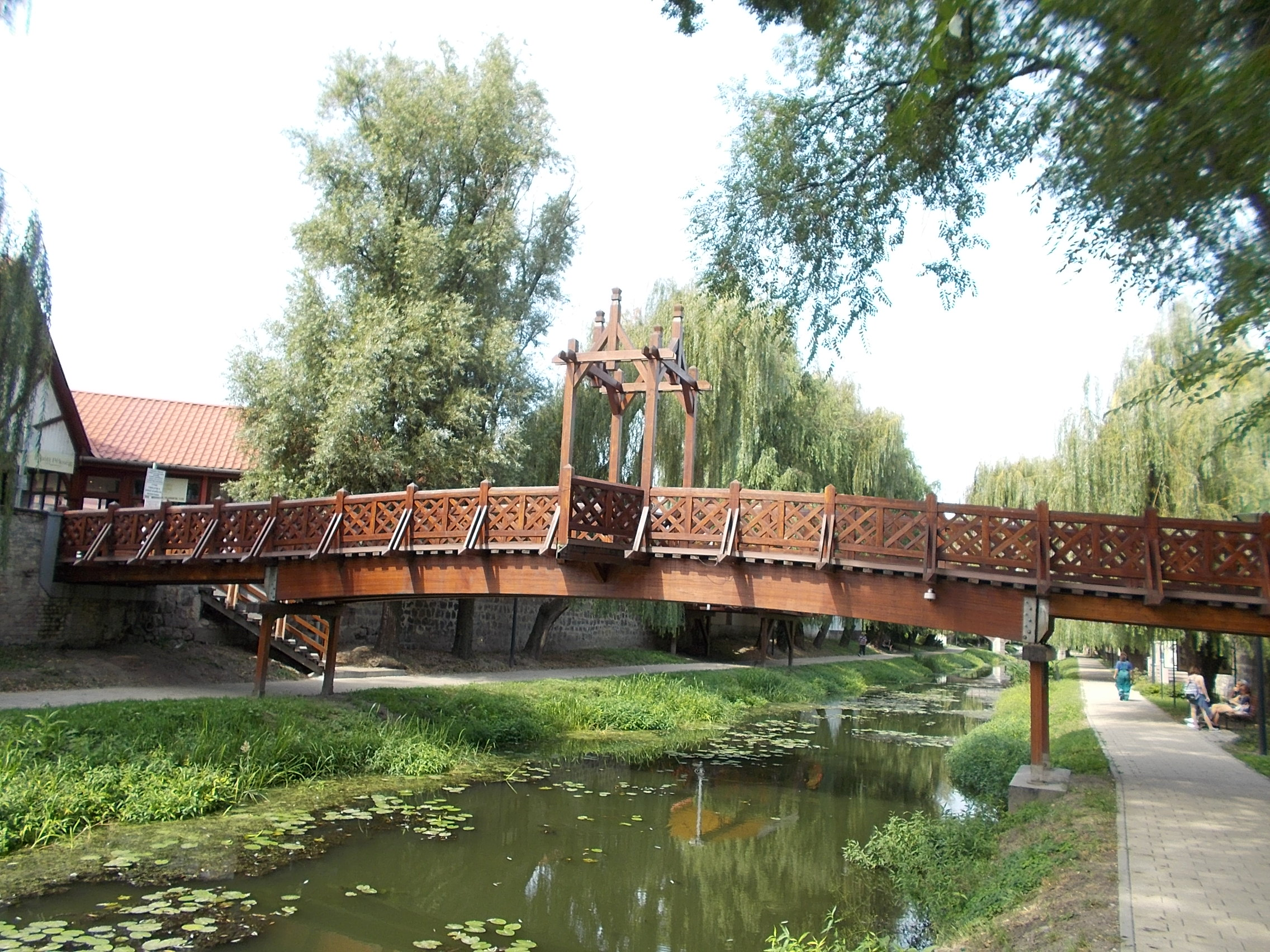
A Fürdő utca- Kossuth Lajos utca közötti fahíd a Zagyva felett Jászberényben

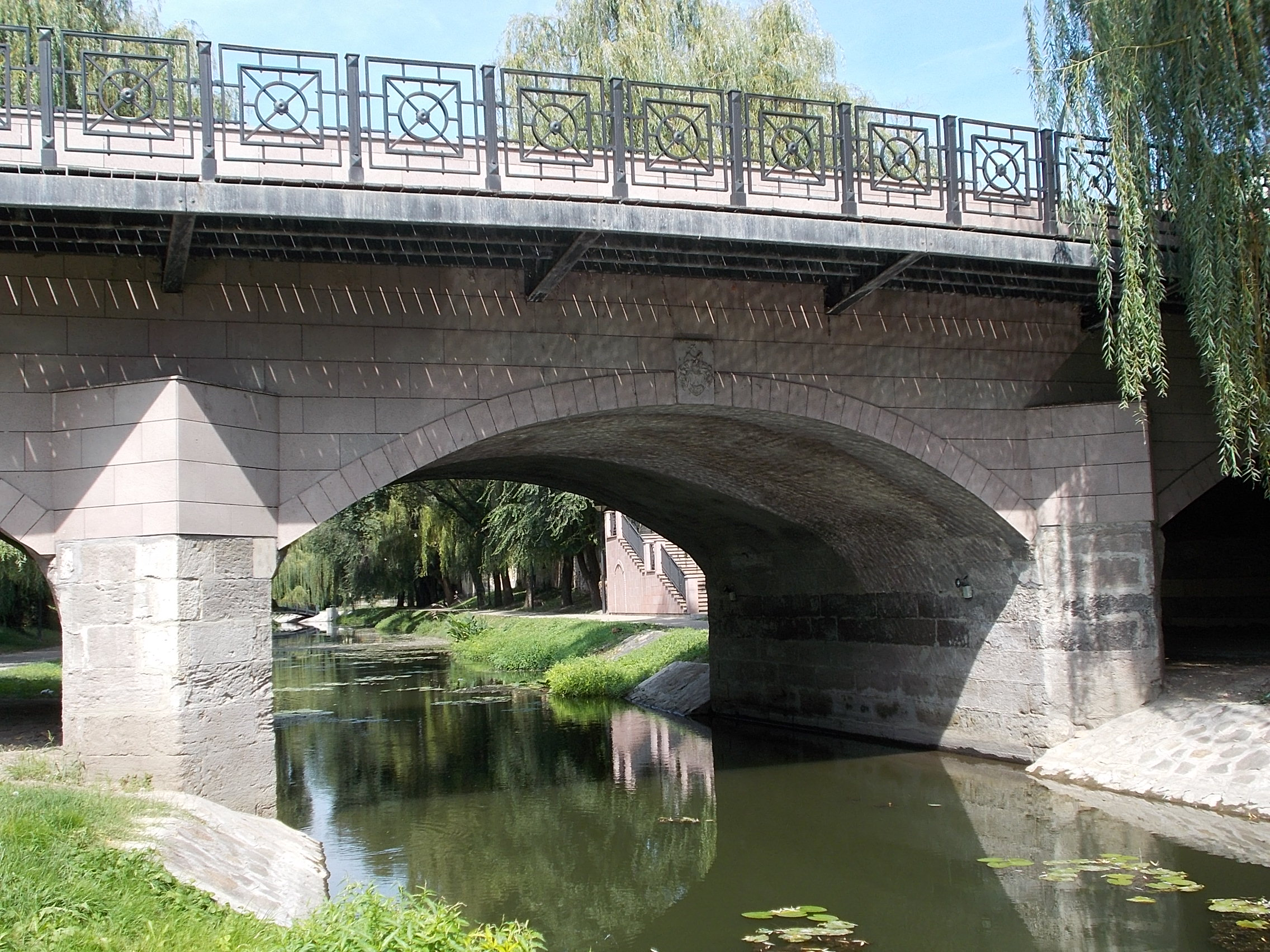
Kőhíd a folyón Jászberényben a Rákóczi Ferenc útnál

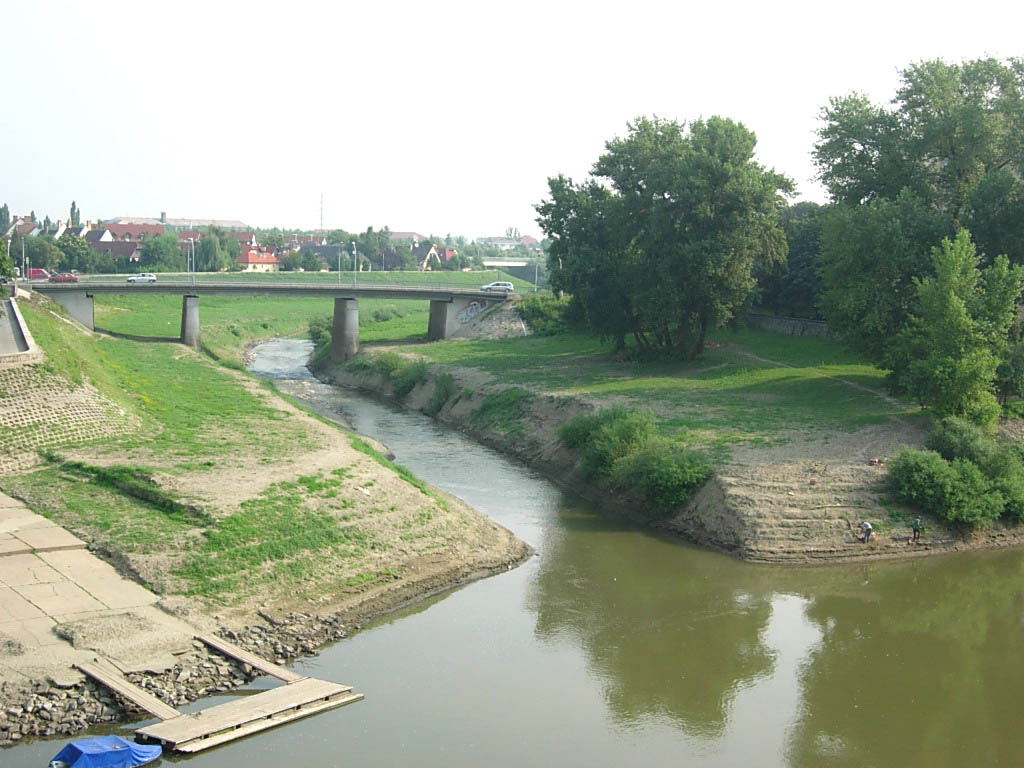
A Zagyva torkolata Szolnoknál

A Parádi-Tarnába torkollik a Köszörű-patak, a Köves-patak, az Ilona-patak, a  Baláta-patak, a Balla-patak, a Kürti-patak, a Csevice-patak, a Búzás-patak és a Baj-patak.
Közvetlenül a Tarnába torkollik a Domoszlói-patak, a Kígyós-patak, a Hosszú-völgyi-patak, a Kajra-patak, a Bene-patak, az Utas-patak, a Szilas-patak, a Tó-patak, a Leleszi-patak, a Bükkszéki-patak, a Fedémesi-patak, a Bene-patak és a Tarnóca-patak.
A Gyöngyös-patakba torkollik a Tarján-patak és a Toka-patak. 
Ettől délre ismét a Tarnába folyik a Szarv-Ágy, valamint az Ágói-patak és a Nyiget-patak.
Közvetlenül a Zagyvába torkollik nyugati irányból a Bér-patak, a Vanyarci-patak, a Csurgó-patak, a Saj-völgyi-patak, a Céklás-völgyi-patak, a Kömrök-patak, a Sziráki-patak, a Tarcsai-patak, a Bujáki-patak, valamint a Virág-patak.

### Vízjárása
A Zagyva vízrendszerének vízjárását nagyobb részt az esőzések, illetve a vízgyűjtő területet érintő hóolvadások határozzák meg. Ennek megfelelően a folyó, vízszintje, illetve vízhozama jelentős kilengéseket mutat. A 2022. évi aszály idején előfordult, hogy Jászteleknél a folyó vízszintje 87cm-re, míg vízhozama 1,5 m3/s-re zsugorodott, míg egy éven belül ugyanott egy éven belül 2023 januárjában a vízszint megközelítette az 500 cm-t. 

### A Zagyva folyóba torkolló patakok és vízfolyások táblázata
| Jobb parti települések | Másodlagos mellékágak | Elsődleges mellékágak   | Fő vízfolyás | Elsődleges mellékágak    | Másodlagos mellékágak | Bal parti települések |
| ---------------------- | --------------------- | ----------------------- | ------------ | ------------------------ | --------------------- | --------------------- |
| Zagyvaróna             | Vízfolyások           | Kis hegyi patakok       | Zagyva       | Kis hegyi patakok        | Vízfolyások           | Zagyvaróna            |
| Mátraterenye           | Vízfolyások           | Kis hegyi patakok       | Zagyva       | Kis hegyi patakok        | Vízfolyások           | Mátraterenye          |
| Mátraterenye           | Vízfolyások           | Kis hegyi patakok       | Zagyva       | Iványi-patak             | Tószeri-patak         | Mátraterenye          |
| Mátraterenye           | Vízfolyások           | Kis hegyi patakok       | Zagyva       | Mindszenti-patak         | Kis hegyi patakok     | Mátraterenye          |
| Nemti                  | Vízfolyások           | Kis hegyi patakok       | Zagyva       | Galya-patak              | Kis hegyi patakok     | Mátramindszent        |
| Nemti                  | Vízfolyások           | Kis hegyi patakok       | Zagyva       | Ménkes-patak             | Kis hegyi patakok     | Dorogpuszta-Újtelep   |
| Nemti                  | Vízfolyások           | Kis hegyi patakok       | Zagyva       | Lengyendi-patak          | Kis hegyi patakok     | Dorogpuszta-Újtelep   |
| Maconka                | A tározó              | A tározó                | Zagyva       | A tározó                 | A tározó              | Maconka               |
| Kisterenye             | Kis hegyi patakok     | Kazár-patak             | Zagyva       | Kis hegyi patakok        | Vízfolyások           | Bátonyterenye         |
| Kisterenye             | Vizslás-patak         | Tarján-patak            | Zagyva       | -                        | -                     | Bátonyterenye         |
| Bátonyterenye          | Vízfolyások           | Bükk-völgyi-patak       | Zagyva       | Kis hegyi patak          | -                     | Bátonyterenye         |
| Mátraverebély          | Kis hegyi patakok     | Szentkúti-patak         | Zagyva       | Kecskés-patak            | Kis hegyi patakok     | Zagyvapart            |
| Mátraverebély          | -                     | Kis hegyi patak         | Zagyva       | Kis hegyi patak          | -                     | Mátraverebély         |
| -                      | Kis hegyi patakok     | Kis-Zagyva              | Zagyva       | Csevice-patak            | Szalajka-patak        | Tar                   |
| Mátraszőlős            | Hévíz-patak           | Szamár-patak            | Zagyva       | Vízfolyások              | -                     | Pásztó                |
| Pásztó                 | Vízfolyás             | Puskás-patak            | Zagyva       | Kövecses-patak           | Csörgő-patak          | Pásztó                |
| Jobbágyi               | Vízfolyások           | Kis hegyi patak         | Zagyva       | Dolinka-patak            | Diós-patak            | Szurdokpüspöki        |
| Zagyvaszántó           | Vízfolyások           | Vízelvezető árkok       | Zagyva       | Kis hegyi patakok        | Vízfolyások           | Apc                   |
| Zagyvaszántó           | Csécsei-patak         | Szuha-patak             | Zagyva       | Vízelvezető árok         | -                     | Petőfibánya           |
| Selyp                  | -                     | Vízelvezető árok        | Zagyva       | Vízfolyás                | -                     | -                     |
| Lőrinci                | -                     | Vízelvezető árok        | Zagyva       | -                        | -                     | -                     |
| Hatvan                 | Vanyarci-patak        | Bér-patak               | Zagyva       | Vízelvezető árok         | -                     | Hatvan                |
| Boldog                 | Pap-árok              | Kartal-völgyi-patak     | Zagyva       | Vízelvezető árok         | -                     | Jászfényszaru         |
| -                      | Kis hegyi patakok     | Galga-patak             | Zagyva       | Vízelvezető árok         | -                     | Jászfényszaru         |
| Szentlőrinckáta        | Vízelvezető árkok     | Mérges-patak            | Zagyva       | -                        | -                     | -                     |
| Jászfelsőszentgyörgy   | -                     | Vízelvezető árkok       | Zagyva       | Székes-ér                | Vízelvezető árkok     | -                     |
| Jászberény             | Vízelvezető árkok     | Városi Zagyva           | Zagyva       | Gyilkos-ér               | Kis-Gyilkos-csatorna  | Jászberény            |
| Jászberény             | Gyilkos-ér            | Kis-Gyilkos-csatorna    | Zagyva       | Vízelvezető árkok        | -                     | Jászberény            |
| Jászjákóhalma          | Borsóhalmi-csatorna   | Keleti-Gyilkos-csatorna | Zagyva       | Vízelvezető árkok        | -                     | Jászberény            |
| Jászjákóhalma          | Ágói-patak            | Tarna                   | Zagyva       | Városi-Zagyva            | Vízelvezető árkok     | Jászberény            |
| Jásztelek              | Tarna                 | Gyór-árok               | Zagyva       | Vízelvezető árkok        | -                     | -                     |
| Alattyán               | Vízelvezető árkok     | Irgócsi-csatorna        | Zagyva       | Kun-ere                  | Vízelvezető árkok     | -                     |
| Jánoshida              | Vízelvezető árkok     | Jánoshidai-csatorna     | Zagyva       | Vízelvezető árkok        | -                     | Jánoshida             |
| Jászalsószentgyörgy    | -                     | Vízelvezető árkok       | Zagyva       | Rekettyés-ér             | Kun-ere               | -                     |
| Jászalsószentgyörgy    | -                     | Vízelvezető árkok       | Zagyva       | Nagy-ér                  | Csíkos-csatorna       | -                     |
| Szászberek             | -                     | Vízelvezető-árkok       | Zagyva       | Tápió                    | Hajta-patak           | Újszász               |
| Zagyvarékas            | Vízelvezető-árkok     | Kender-ér               | Zagyva       | Tápió-lecsapoló-csatorna | Vízelvezető árkok     | Zagyvarékas           |
| Zagyvarékas            | Vízelvezető árkok     | Zagyva-Millér-csatorna  | Zagyva       |                          | -                     | Szolnok               |
| Szolnok                | -                     | Vízelvezető árkok       | Zagyva       | Vízelvezető árkok        | -                     | Szolnok               |

## Környezetvédelem

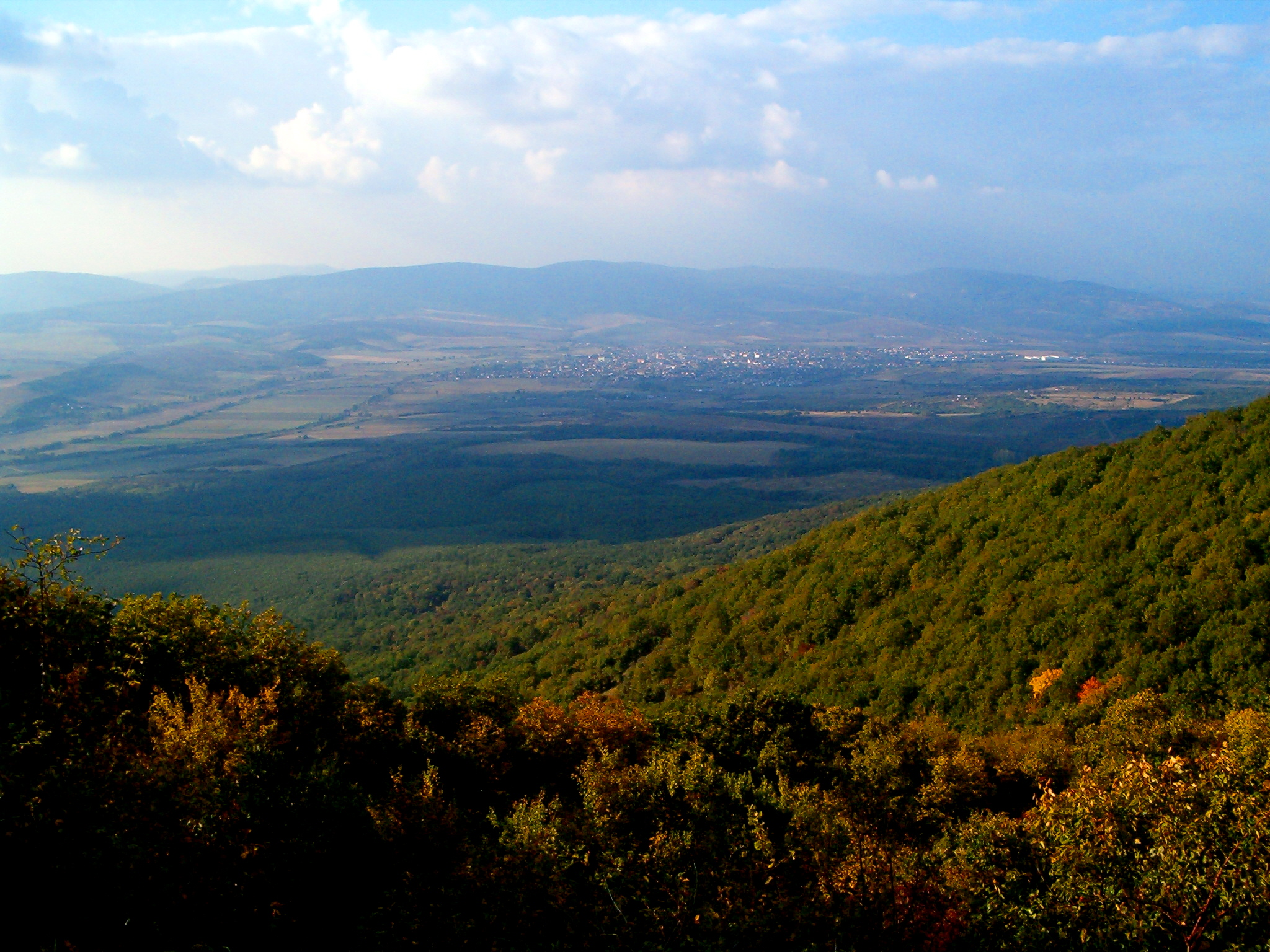
A Zagyva völgye a Cserhát vidékén.

A Zagyva útja során több természetvédelmi terület mellett is elhalad, melyek a következők: Karancs–Medves Tájvédelmi Körzet (6619 hektár), Mátrai Tájvédelmi Körzet (11841 hektár), Kelet-cserháti Tájvédelmi Körzet (7425 hektár), Hajta-mocsár (Jászberény) (353 hektár kiterjedésű), Jászberény- Jászfelsőszentgyörgy, Zagyva menti Természetvédelmi Területek (462,6 hektár), Jásztelek, Pusztamizsei Természetvédelmi Terület (70,4 hektár), Jászalsószentgyörgy, Vadaspark Természetvédelmi Terület (8,5 hektár), Pap-erdő (Jászdózsa) (4,1 hektár), Tarna-holtág (Jászjákóhalma) (35 hektár). További területek is védelem alá kerülhetnek a jövőben: Borsóhalmi-legelő (615,3 hektár), Pusztamonostori fás legelő (150,7 hektár), Gyepterület, Alattyán (290 hektár).
2013-ban kapott természetvédelmi státuszt a folyó forrásvidékén elterülő maconkai rét. A területen védett rovarfajok, köztük a nagy tűzlepke, az ibolyás tűzlepke és a farkasalmalepke, valamint kétéltűek élnek (a vöröshasú unka és a dunai tarajos gőte), melyek helyi populációja európai jelentőséggel bír élőhely tekintetében. A madárvilág igen változatos ezen a vidéken. Védett növényfajai a hússzínű ujjaskosbor, a bánsági sás és a mocsári csorbóka.

## Horgászat és halfauna

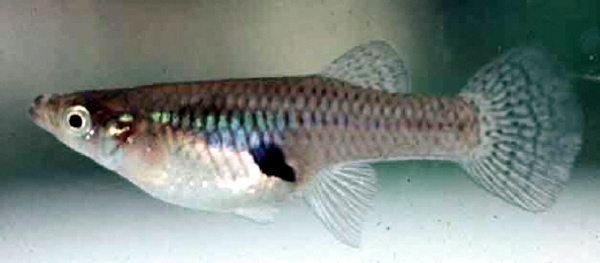
Egy szúnyogirtó fogasponty

Felső folyásánál tiszta vizű. Alsó folyásában több helyen kiszélesedik, halban gazdag, kedvelt horgászhely. Jellemző halfajai: csuka, ponty, domolykó, jászkeszeg, dévérkeszeg, harcsa, törpeharcsa, busa, balin, fogassüllő és a compó. Nagyon sok amúr is megfigyelhető, de már előfordult benne márna is.
2014 szeptemberében a Magyar Haltani Társaság szakemberei felmérést készítettek a folyó halállományáról és első alkalommal fogtak ki szúnyogirtó fogaspontyot a folyóból. Az egy évvel később megismételt felmérés során ugyanazon a szakaszon került elő tíz példány ugyanebből a halfajból, ami azt jelenti, hogy önfenntartó állomány jött létre a folyóban e fajból. Áttelelését az enyhe téli időjárás is segítette. A szakemberek nem tudják, hogy pontosan honnan és hogyan jutottak a szúnyogirtó fogaspontyok a Zagyvába.

## Története és hasznosítása
A folyó történeti jelentőségét jól mutatja, hogy 18. századi vízrajzi felvételek alapján a Zagyvának hajdanán Hatvan és Szolnok közti szakaszán 11 vízimalom volt. A 18. századtól a jászok dokumentáltan különféle árvízvédelmi védművek építésébe kezdtek, a rendszerszintű vízügyi szabályozására azonban csak a 19. század végén került sor.
Manapság a folyó számos halastó vízellátását biztosítja.

## Települések a folyó mentén
A folyó Nógrád vármegyei szakaszán fekvő 12 településen mintegy 35 700, Heves vármegyei szakaszán fekvő 6 településen mintegy 37 200, míg Jász-Nagykun-Szolnok vármegyei szakaszán 12 településen mintegy 135 100 él. A folyó mentén elhelyezkedő 31 településen összesen 208 000 ember él. A folyó Nógrád vármegyei szakaszán a következő települések fekszenek: a Salgótarjánhoz tartozó Salgóbánya és Zagyvaróna, Mátraszele, Mátraterenye, Nemti, Dorogháza, Bátonyterenye, Mátraverebély, Tar, Pásztó, Szurdokpüspöki, Jobbágyi.
Heves vármegyében a következő települések fekszenek a Zagyva mentén: Apc, Zagyvaszántó, Petőfibánya, Lőrinci, Hatvan, Boldog.
A Zagyva egyetlen Pest vármegyei településként Szentlőrinckátát is érinti.
Jász-Nagykun-Szolnok vármegyében az alábbi települések fekszenek a folyó mentén: Jászfényszaru, Jászfelsőszentgyörgy, Jászberény, Jászjákóhalma, Jásztelek, Alattyán, Jánoshida, Jászalsószentgyörgy, Szászberek, Újszász, Zagyvarékas, Szolnok.

## Külső hivatkozások
- Fischinfo